# Blois
Blois [blua] je francouzské město a správní středisko departementu Loir-et-Cher, v regionu Centre-Val de Loire, na severním břehu řeky Loiry, mezi městy Orléans a Tours. Od Paříže je vzdáleno 160 kilometrů jihozápadně. Město je na trati Paříž–Bordeaux a na dálnici A10 z Paříže. Hlavní turistickou atrakcí je zámek Blois.

## Geografie
Sousední obce jsou Villebarou, Chailles, Saint-Gervais-la-Forêt a La Chaussée-Saint-Victor.

## Historie
Místo bylo osídleno už ve starověku, ale první zmínka pochází ze 6. století. Město nabylo na významu v 9. století, kdy vzniklo hrabství Blois. Roku 1196 získalo městská práva a ve 13. století vznikla nejstarší část dnešního zámku. Roku 1429 bylo Blois základnou Johanky z Arku a roku 1460 se zde narodil pozdější král Ludvík XII. Roku 1588 byl na zámku zavražděn vůdce Katolické ligy Jindřich z Guise a jeho bratr Ludvík, kardinál a arcibiskup v Remeši a o rok později zde zemřela Kateřina Medicejská. Roku 1847 bylo Blois připojeno na železnici.

## Pamětihodnosti

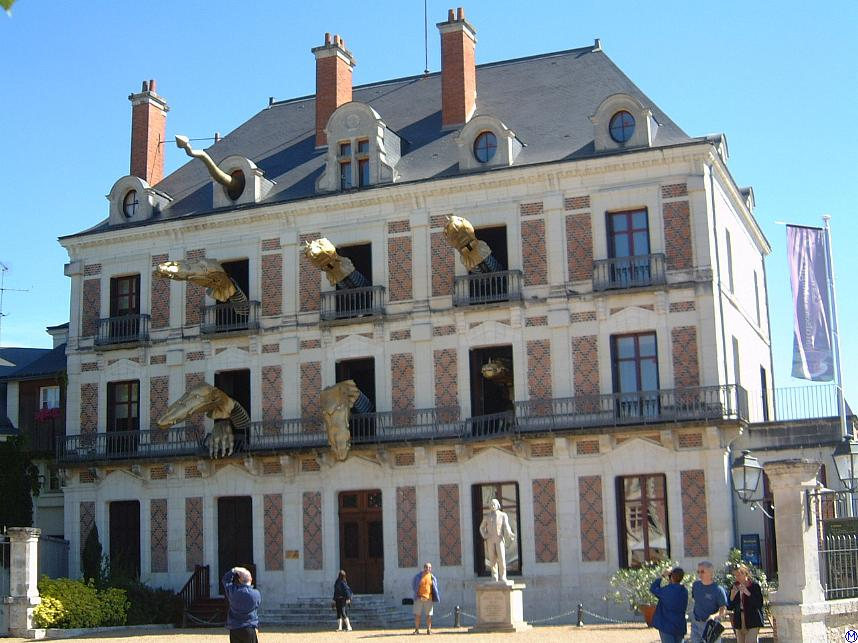
Maison de la Magie, muzeum Roberta Houdina

- Rozsáhlý renesanční zámek, v 16. století sídlo francouzských králů, stojí uprostřed města a patří k nejznámějším zámkům na Loiře. Vznikl na místě staršího hradu v 15. století a byl po dvě století rozšiřován. Vyniká neobyčejně bohatou uměleckou výzdobou a v části zámku je dnes galerie.
- Kamenný most přes Loiru z 18. století.
- Kostel svatého Mikuláše patřil klášteru, který byl založen v 6. století. Trojlodní bazilika s příčnou lodí a dvěma věžemi v průčelí byla postavena ve dvou fázích: románský chór, příční loď a začátek lodi v letech 1138–1196, zbytek lodi a věže asi o 20 let později, ale už v gotickém slohu. Kaple v apsidě je ze 14. století. Za náboženských válek byl klášter zničen a kostel poškozen. K opravě došlo v 17. a 18. století.
- Katedrála svatého Ludvíka z roku 1544 s renesanční věží. Loď byla zničena vichřicí roku 1678 a opravena v letech 1680–1700 v gotizujícím slohu.
- Maison de Magie, třípodlažní palác z 18. století, je dnes muzeum slavného kouzelníka a konstruktéra automatů Roberta Houdina.

## Doprava
Blois leží na hlavní trati Paříž–Bordeaux a na dálnici A10, která je spojuje s Paříží a s městy Orléans a Tours.

## Starostové
| Období    | Jméno             | Politická příslušnost |
| --------- | ----------------- | --------------------- |
| 1971–1989 | Pierre Sudreau    | UDF                   |
| 1989–2000 | Jack Lang         | Parti socialiste      |
| 2000–2001 | Bernard Valette   | Parti socialiste      |
| 2001–2008 | Nicolas Perruchot | UDF/LNC               |
| od 2008   | Marc Gricourt     | Parti socialiste      |

## Rodáci

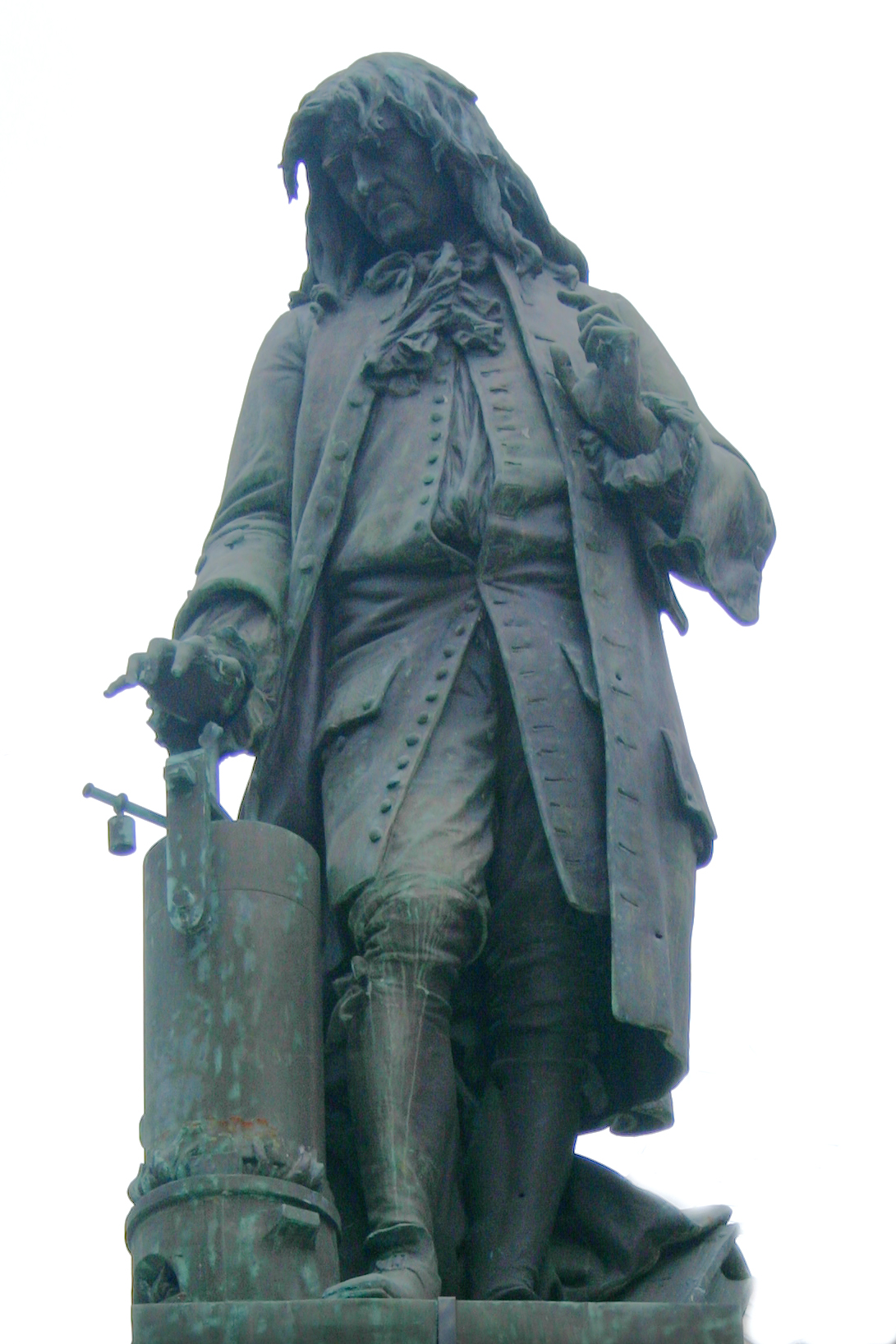
Socha Denise Papina

- Štěpán III. z Blois (asi 1096–1154), poslední normanský král Anglie
- Ludvík XII. (1462–1515), francouzský král
- Renata Francouzská (1510–1575), dcera Ludvíka XII. a Anny Bretaňské
- Antoine Boësset (1587–1643), hudební skladatel
- Denis Papin (1647 – asi 1712), matematik, fyzik a vynálezce tlakového hrnce
- Ange-François Fariau de Saint-Ange (1747–1810), básník
- Louis Didier Jousselin (1776–1858), inženýr
- Augustin Thierry (1795–1856), historik a esejista
- Jean Eugène Robert-Houdin (1805–1871), iluzionista
- René Guénon (1886–1951), spisovatel, filozof, metafyzik
- Marcel Lehoux (1889–1936), automobilový závodník
- Philippe Ariès (1914–1984), historik
- Nicolas Vogondy (* 1977), francouzský cyklista
- Aly Cissokho (* 1987), fotbalista senegalského původu
- Pierre Rosanvallon (* 1948), historik
- Françoise Xenakis (1930–2018), spisovatelka
- Michel de Saint-Pierre (1916–1987), spisovatel

## Partnerská města
- Hue, Vietnam, 2007
- Lewes, Velká Británie, 1963
- Sighişoara, Rumunsko, 1995
- Urbino, Itálie, 2003
- Výmar, Německo, 1995
- Waldshut-Tiengen, Německo, 1963

## Galerie

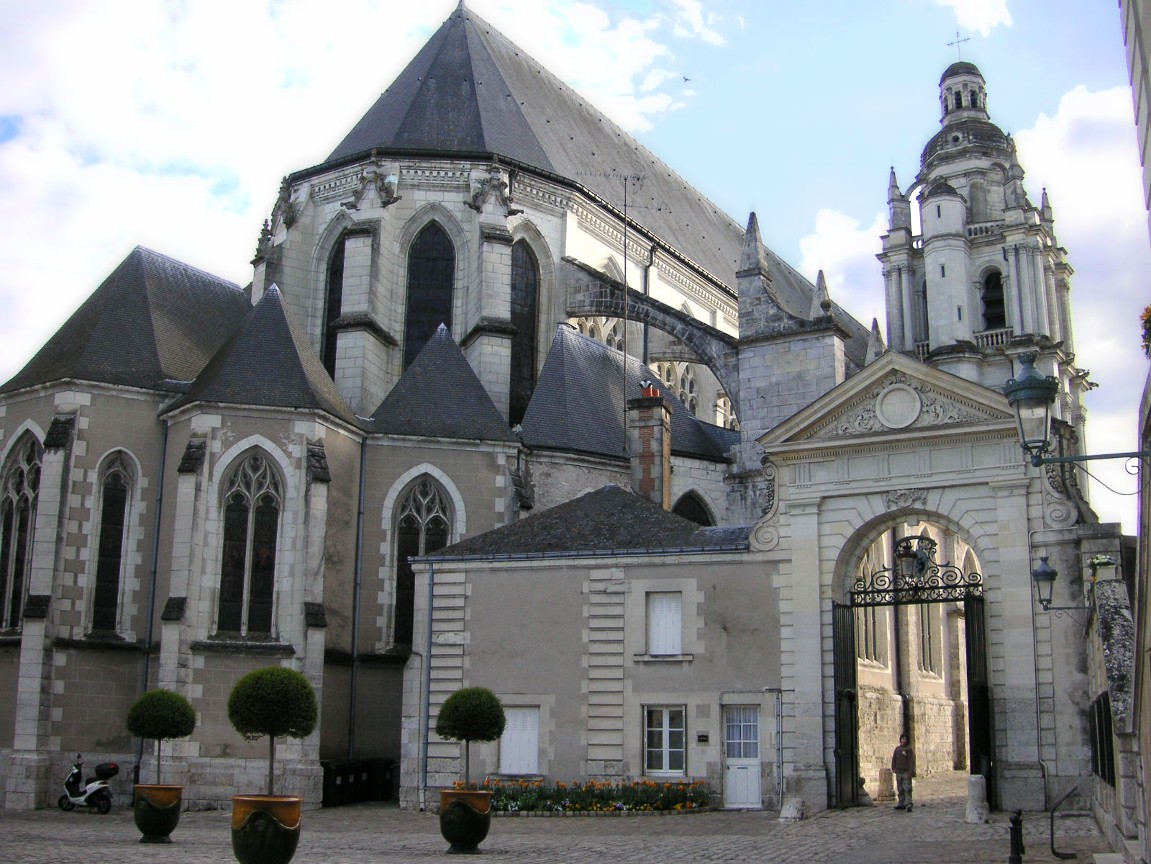
Katedrála sv. Ludvíka
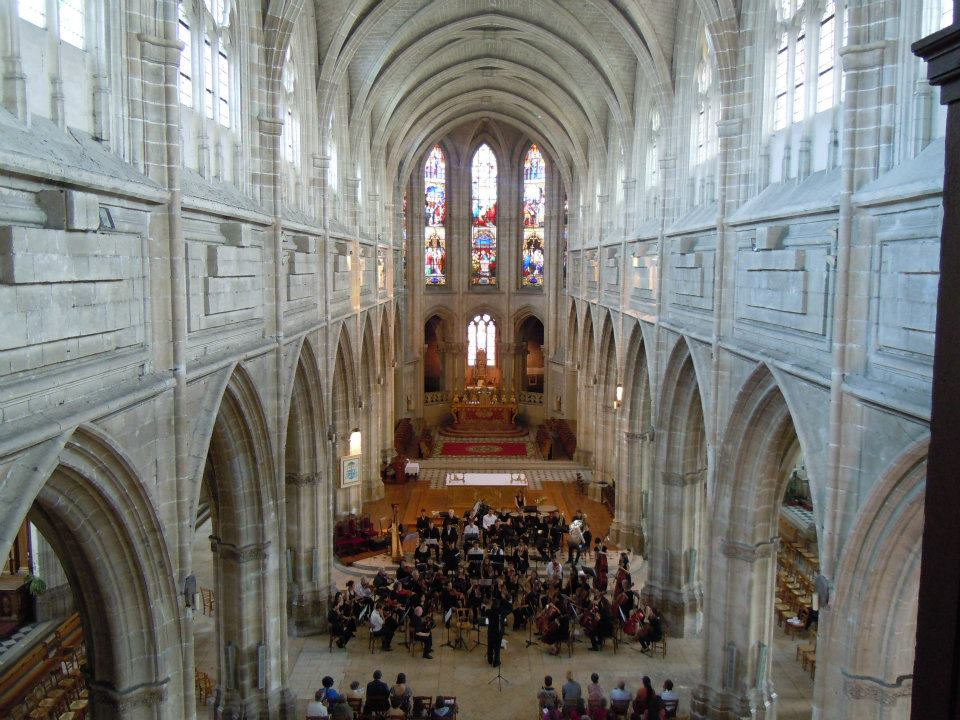
Katedrála sv. Ludvíka, vnitřek
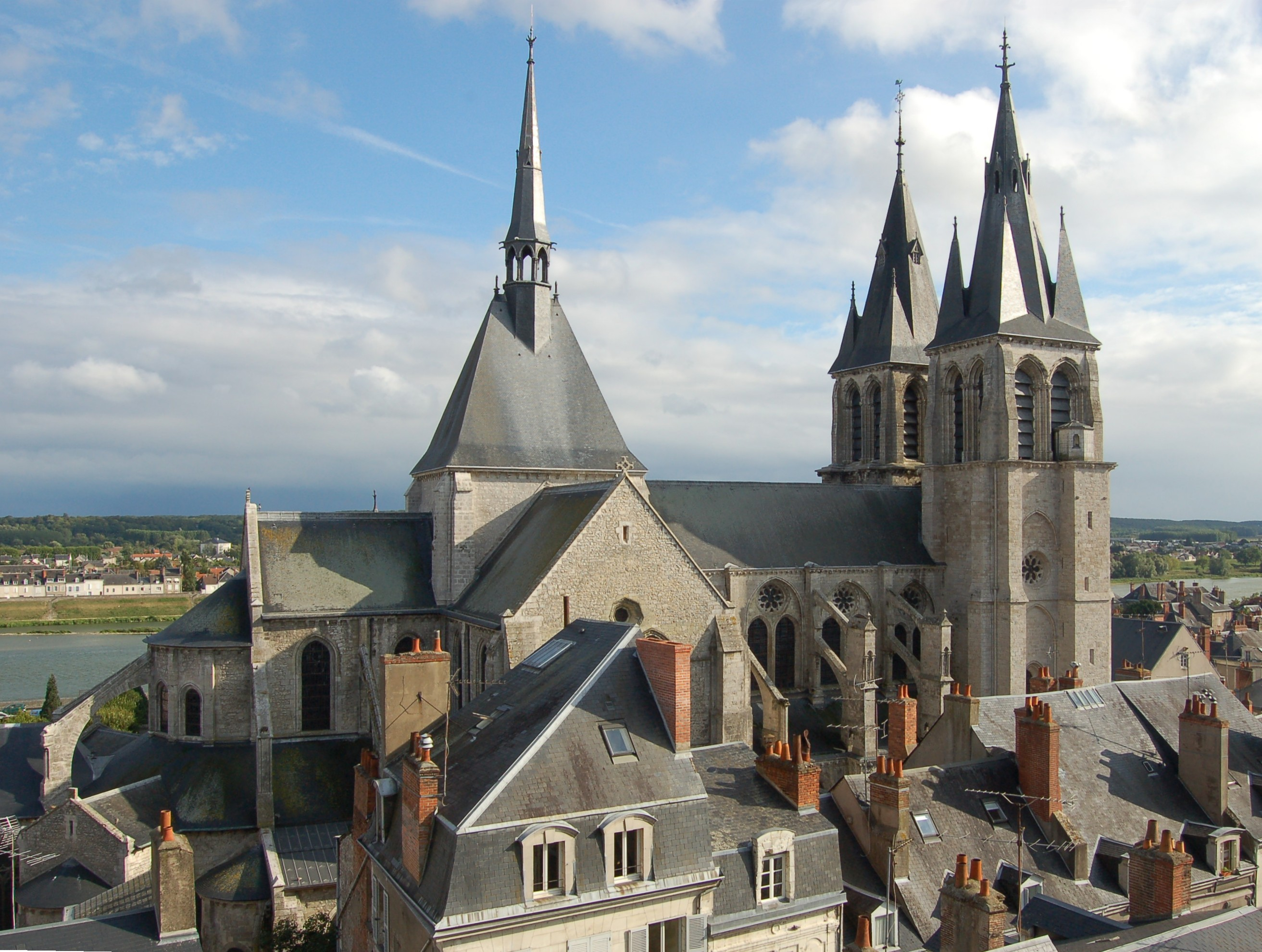
Kostel sv. Mikuláše
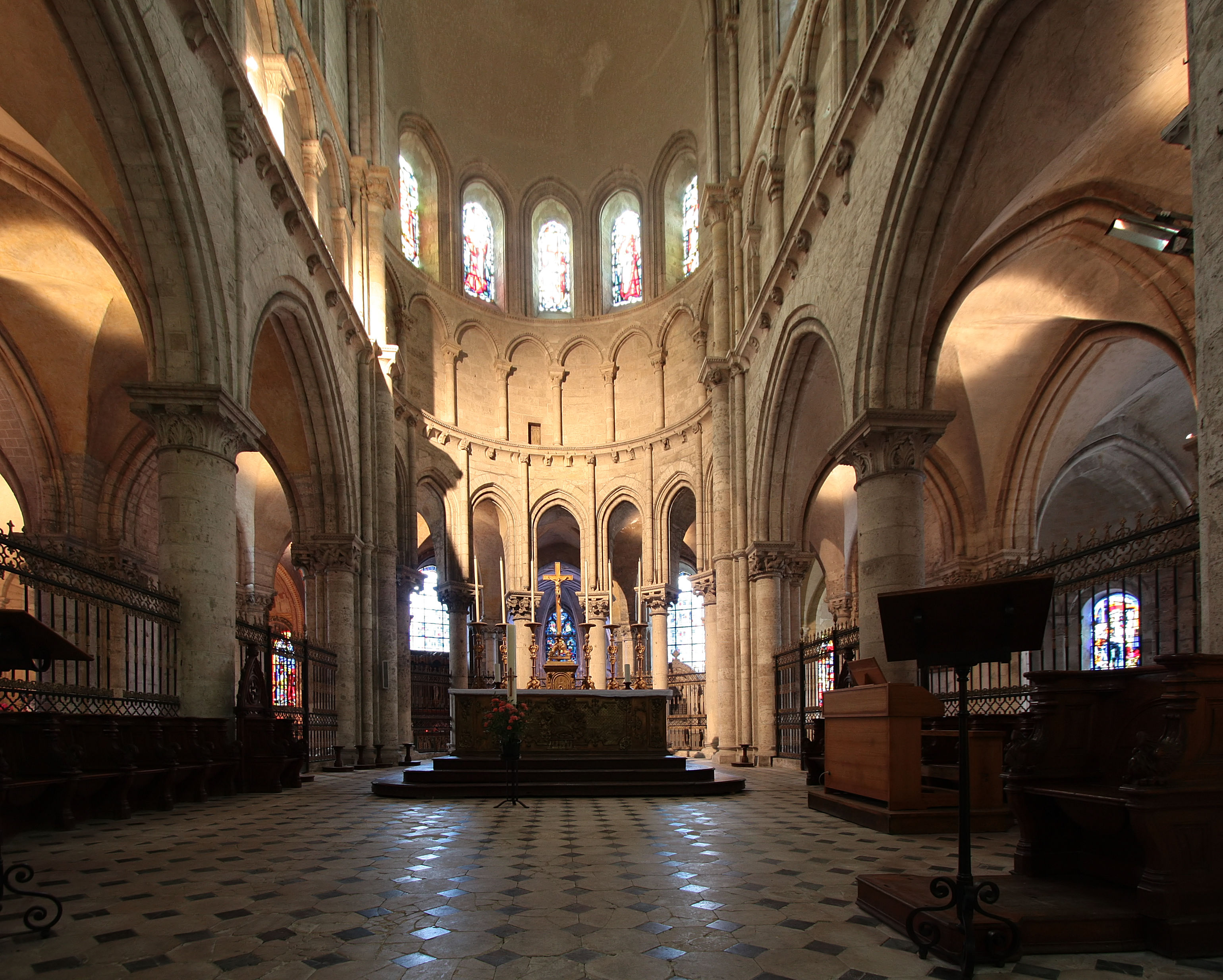
Kostel sv. Mikuláše, interiér
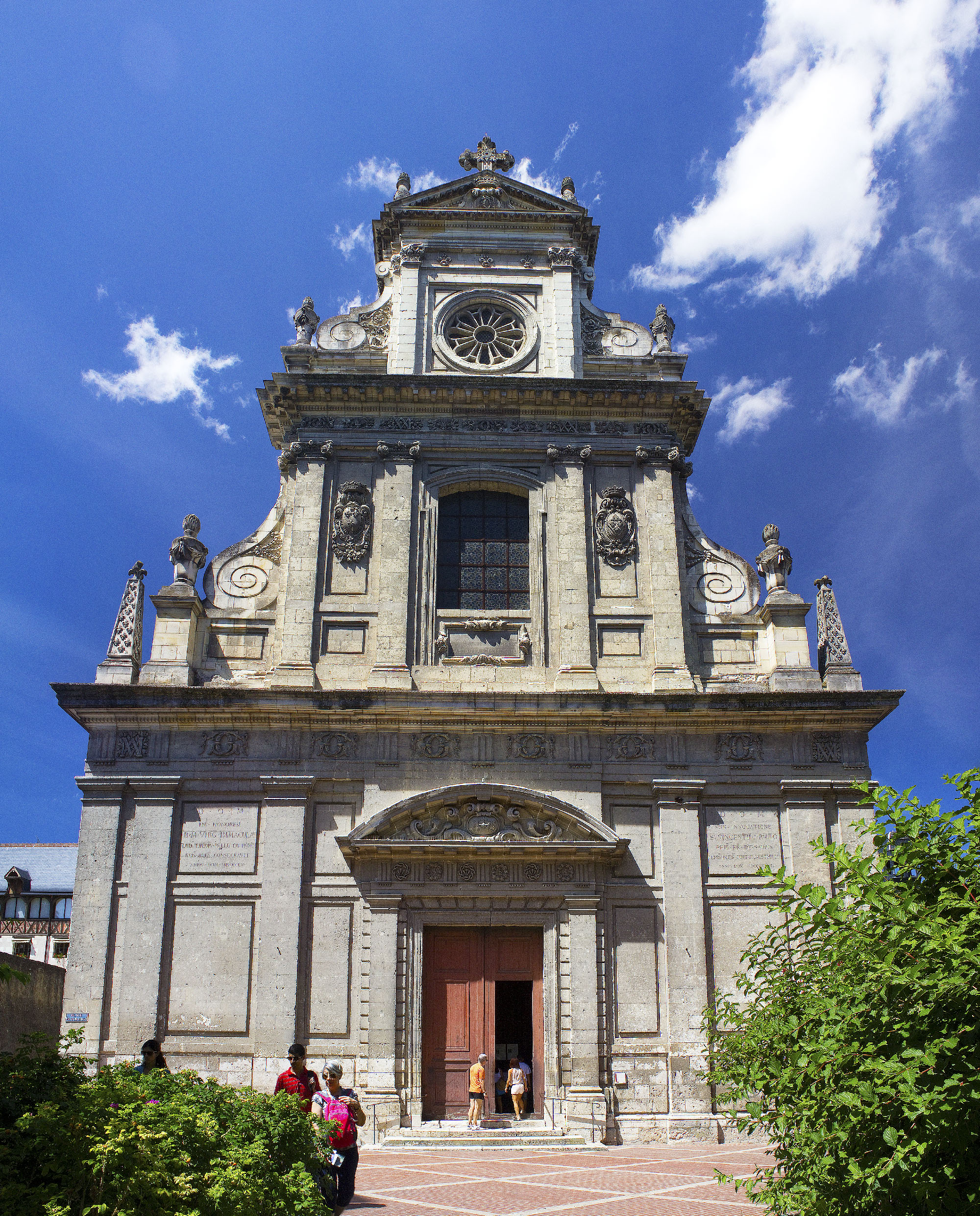
Kostel sv. Vincence
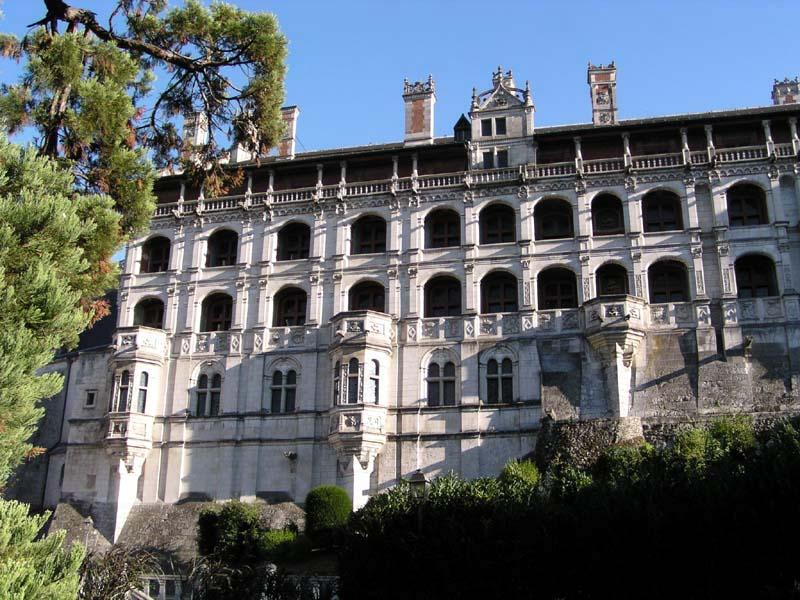
Zámek, arkády
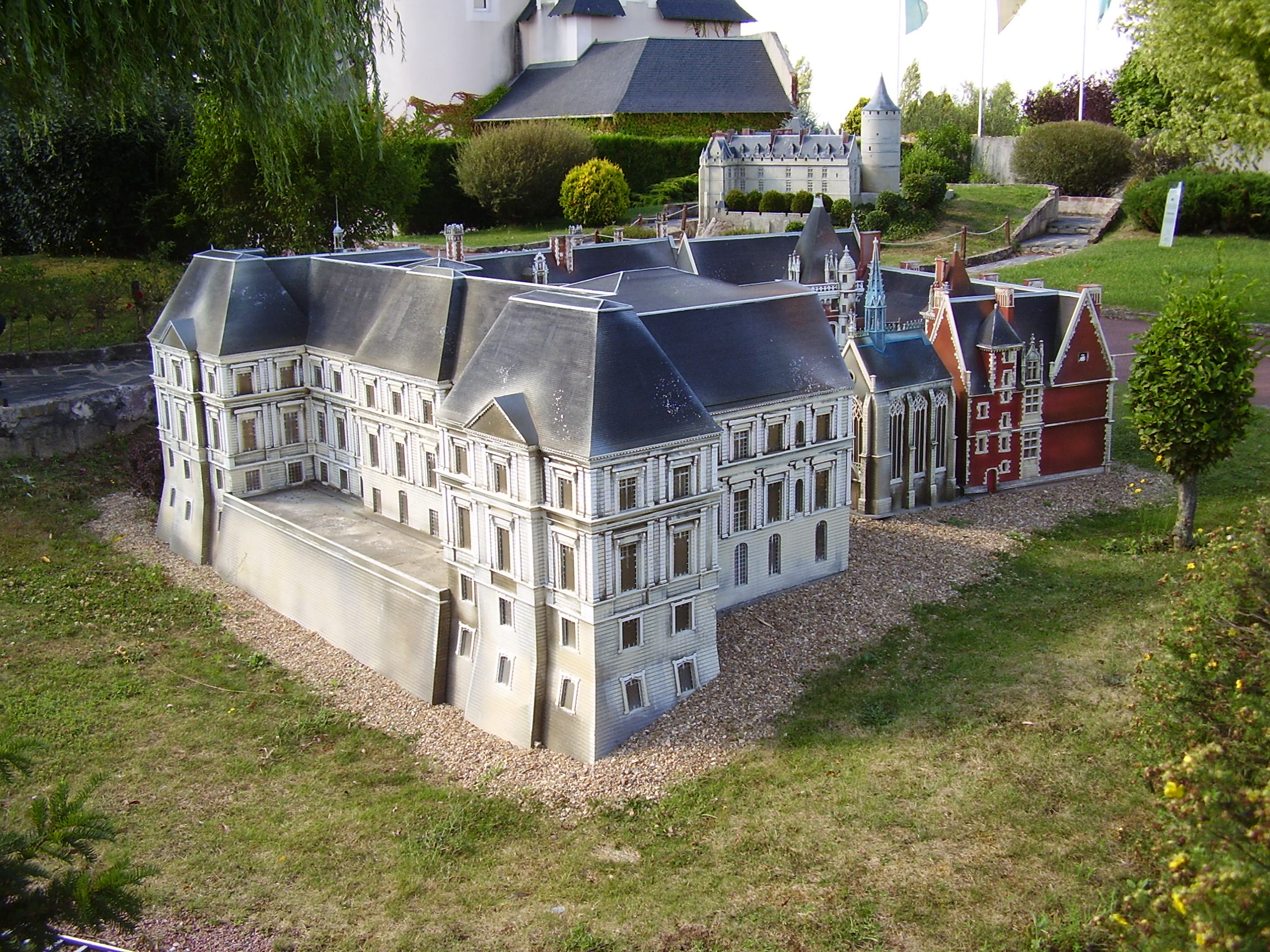
Model zámku Blois
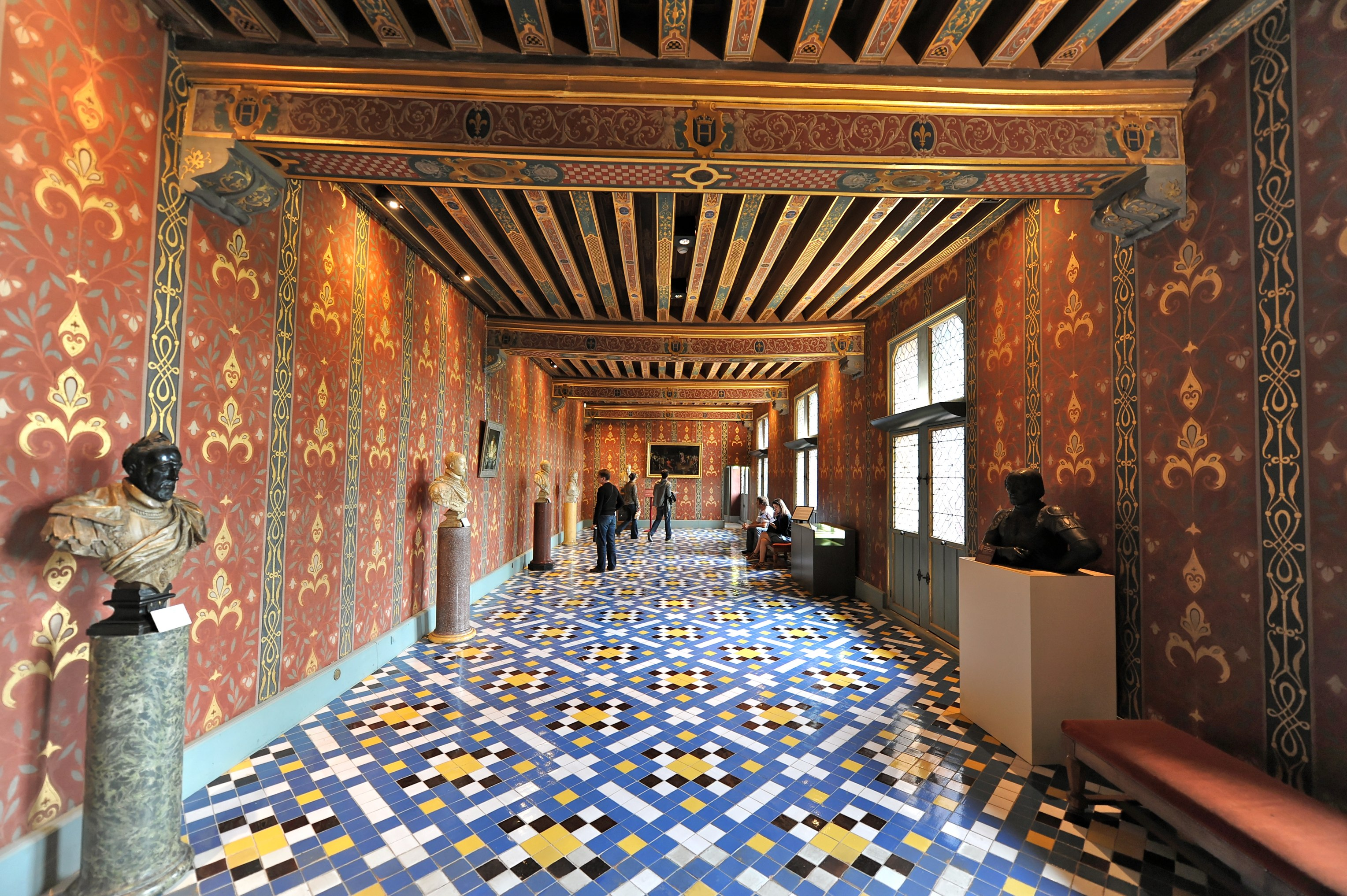
Galerie v zámku
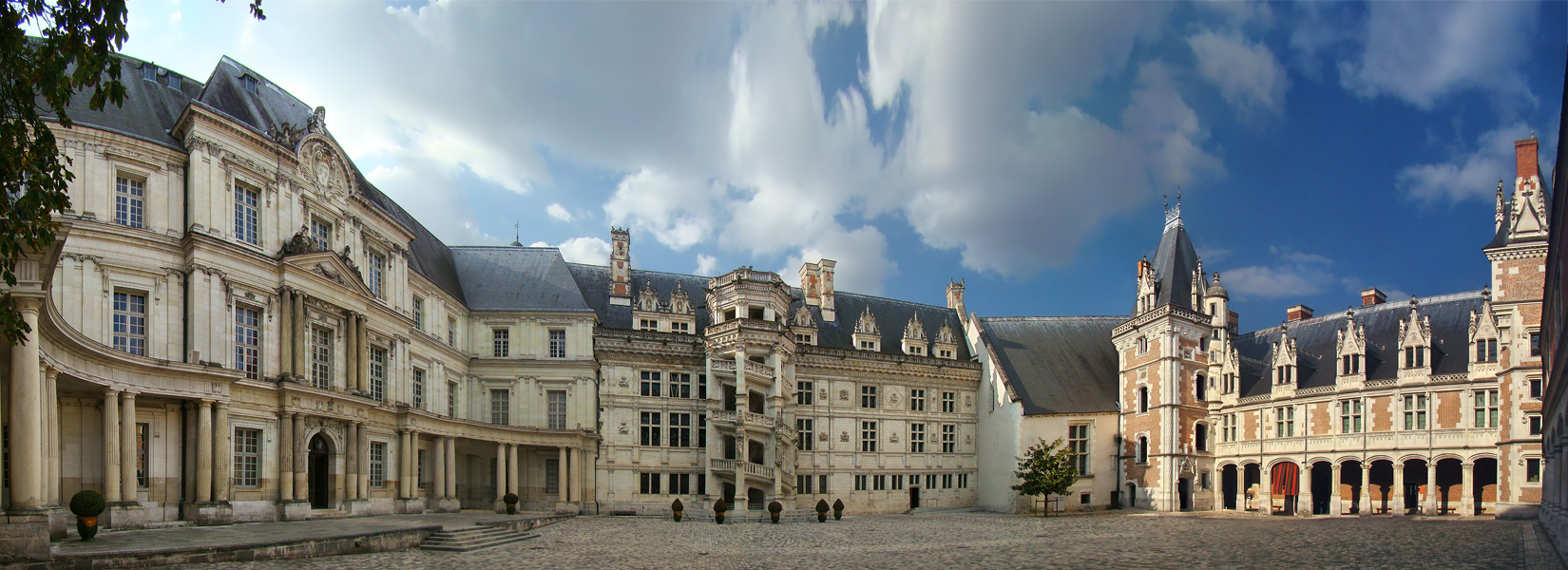
Zámek Blois. Zleva křídlo Gastona d’Orléans, Františka I. a Ludvíka XII.
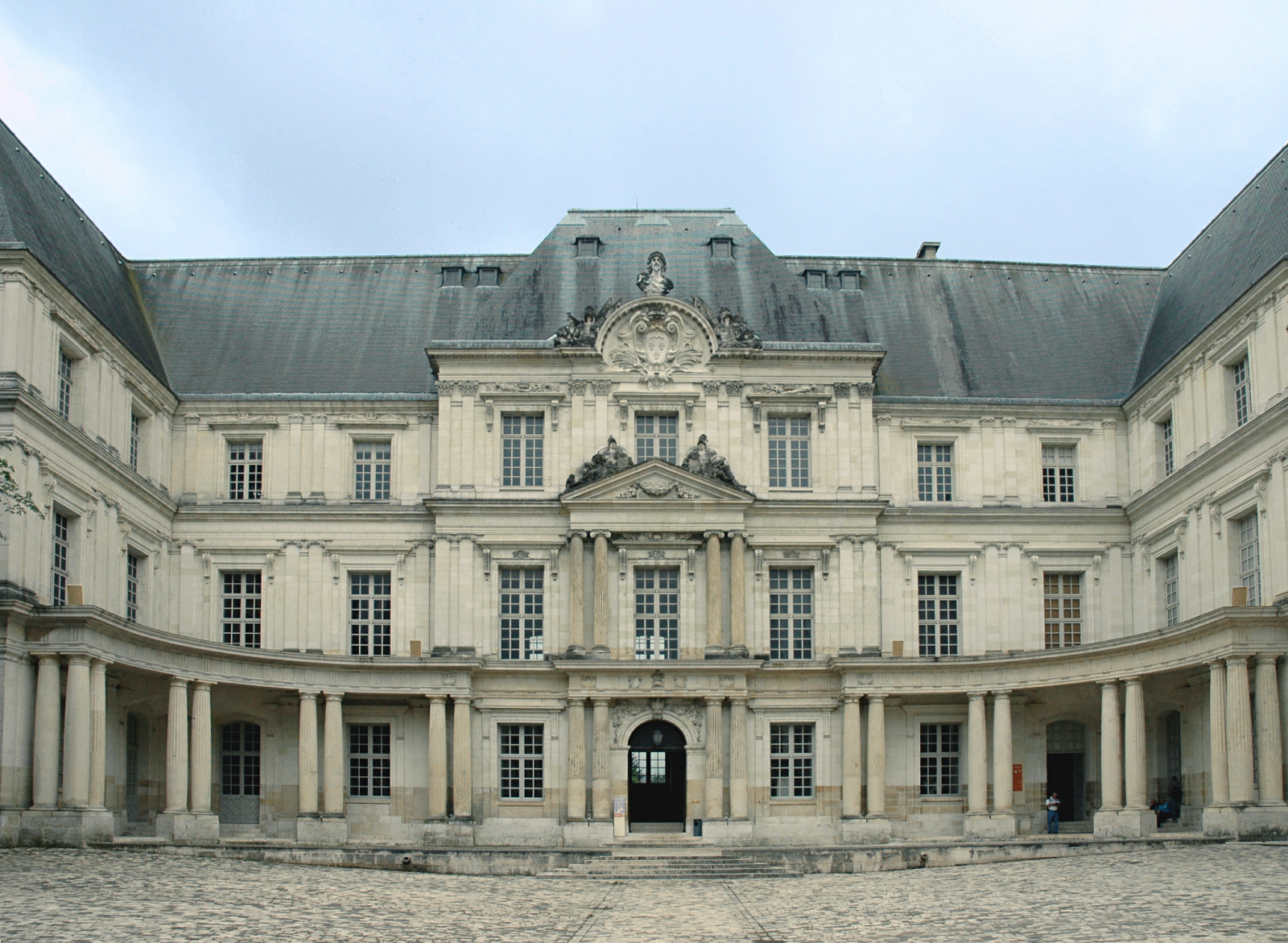
Zámek Blois, křídlo Gastona d'Orléans